# Tôr
Tôr é uma povoação portuguesa do Município de Loulé que foi sede da extinta Freguesia de Tôr, freguesia que tinha 15,82 km² de área e 885 habitantes (2011), e, por isso, uma densidade populacional de 55,9 hab/km².
A Freguesia de Tôr foi extinta em 2013, no âmbito de uma reforma administrativa nacional, para, em conjunto com as Freguesias de Querença e Benafim formar uma nova freguesia denominada União de Freguesias de Querença, Tôr e Benafim com sede em Querença.

## História
Tôr foi elevada a freguesia em 1997 através do decreto lei nº 32/97, de 12 de Julho de 1997, tendo sido desanexada da de Querença. A aspiração de elevação a freguesia remontava a 1931, data em que surgem informações das primeiras reivindicações em actas.

## Localização geográfica
Tôr dista da sede do município sete quilómetros. É limitada a norte por Salir, a sul por São Clemente e São Sebastião , a oeste por Benafim e a leste por Querença. É banhada pelas ribeiras de Benémola e Mercês. De destacar que a povoação é muito rica em água, sendo a principal abastecedora de água às cidades de Loulé e Quarteira.

## Povoações
Faziam parte da Freguesia os lugares de:
- Funchais
- Barcalinho
- Cerro das Covas
- Carrasqueira
- Fojo
- Vendas Novas de Tôr
- Vicentes
- Monte Guiomar
- Pasmora
- Monte das Figueiras de Baixo
- Figueira de Baixo
- Andrezes
- Castelhana
- Nora
- Ponte da Tõr
- Olival
- Morgado da Tôr
- Nergal
- Mesquita
- Gemica

## Heráldica
Armas - Escudo de ouro, ramo de oliveira de verde, frutado de negro e um ramo de alfarrobeira de verde, frutado de púrpura, passados em aspa, entre um crescente de vermelho em chefe e uma ponte de três arcos de vermelho, realçada de prata, movente dos flancos e um pé ondado de azul e prata de três tiras. Coroa mural de prata de três torres. Listel branco com a legenda a negro em maiúsculas : "TÔR - LOULÉ".

## Economia
As atividades principais da freguesia são a agricultura e a pastorícia. Actualmente a população mais jovem trabalha em Loulé, Quarteira, Almancil, Vale do Lobo, Quinta do Lago, nas actividades da restauração e hotelaria. Na freguesia existe indústria panificadora.

## Património
Na freguesia de Tôr existem diversos edifícios de património arquitetónico, os mais importantes são:
- Igreja matriz de Tôr
- Cruzeiro
- Ponte romana de Tôr
- Moinhos de vento
- Algares
- Casa acastelada
- Casarão do Morgado

## População
| 2001 | 2011 |
| 887  | 885  |

Criada pela Lei nº 32/97  , de 12 de Julho, com lugares desanexados da freguesia de Querença

## Feiras, festas e romarias
- Feira de Frutos Secos, no primeiro domingo de Setembro.
- Festa dos Reis/Festa das Filhós (primeiro domingo de Janeiro)
- Festa de São Luís no segundo domingo anterior ao Carnaval
- Festa de Santa Rita de Cássia (último domingo de Julho) em honra à santa padroeira da freguesia.

## Artesanato
Na freguesia produzem-se diversos objetos de artesanato, os mais importantes são cestos de cana e verga e empreita de palma, sapateiro e barbeiro.

## Gastronomia
A freguesia de Tôr, apesar da sua pequenez possui um rica gastronomia: As principais especialidades gastronómicas são:
- Papas de milho
- Ensopado de galo
- Cachola de porco
- Jantares de grão e bico
- Doces de figo e doces de amêndoa
- Filhós e folar de Páscoa.

## Cole(c)tividades
As principais coletividades da freguesia de Tôr são:
- Associação de Caçadores e Agricultores da Tôr
- Associação Social e Cultural de Tôr
- Sociedade Recreativa Torense
- Clube de Jovens de Tôr - Ghost Boy Club